# Neomuscina schadei
Neomuscina schadei är en tvåvingeart som beskrevs av John Otterbein Snyder 1949. Neomuscina schadei ingår i släktet Neomuscina och familjen husflugor.
Artens utbredningsområde är Paraguay. Inga underarter finns listade i Catalogue of Life.